# Acobamba (Acobamba)
Acobamba é um dos 8 distritos da província de  Acobamba, situada na região de Huancavelica.
Acobamba possui uma população de 10.157 habitantes (estimativa 2005) e uma área de 123,02 km², perfazendo uma densidade demográfica de 82,6 hab./km².
Alcalde (2007-2010): Glodoaldo Alvarez Oré.

## Transporte
O distrito de Acobamba é servido pela seguinte rodovia:
- PE-3S, que liga o distrito de La Oroya à Ponte Desaguadero (Fronteira Bolívia-Peru) - e a rodovia boliviana Ruta 1 - no distrito de Desaguadero (Região de Puno)
- PE-3SM, que liga o distrito de Marcas à cidade de Izcuchaca [1][2][3]